# 巴卡迭斯县
巴卡迭斯县（西班牙語：Provincia de Vaca Díez），是玻利維亞的县份，位於該國東北部，屬於貝尼省的一部分，县府設於里韋拉爾塔，面積22,434平方公里，人口136,083，人口密度每平方公里6.07人。
11°25′01″S 65°40′01″W / 11.417°S 65.667°W